# 浙江彎貝介
浙江彎貝介（学名：Loxoconcha zhejiangensis）为彎貝介科彎貝介屬下的一个种。